# Blidari (okręg Gorj)
Blidari – wieś w Rumunii, w okręgu Gorj, w gminie Bălănești. W 2011 roku liczyła 25 mieszkańców.